# Prêmio Contigo! de TV de 2006
Prêmio Contigo! de TV de 2006

15 de maio de 2006
Novela:
Belíssima
Atriz:
Fernanda Montenegro
Ator:
Tony Ramos
Autor(a):
Sílvio de Abreu
Direção:
Luiz Fernando Carvalho
Prêmio Contigo! de TV 

← 2005  ·  2007 →
O 8º Prêmio Contigo! de TV ocorreu no dia 15 de maio de 2006 no Hotel Copacabana Palace, no Rio de Janeiro, premiando os melhores de 2005. O evento foi transmitido ao vivo pelo site da revista Contigo! e pelo celular, desde a chegada dos famosos no tapete vermelho até os vencedores da noite. Na televisão o evento foi transmitido pelo canal por assinatura Multishow, nos dias 22 e 23. A premiação foi exibida no programa Revista Bastidores, apresentado por Fábio Júdice.

## Vencedores e indicados
- Os vencedores estão em negrito.[2]

| Melhor Novela | Melhor Autor |
| --- | --- |
| - Belíssima - (Silvio de Abreu) - Alma Gêmea - (Walcyr Carrasco) - América - (Glória Perez) - Bang Bang - (Mário Prata e Carlos Lombardi) - Floribella - (Patrícia Moretzsohn) - Prova de Amor - (Tiago Santiago)                                                                                     | - Silvio de Abreu - (Belíssima) - Walcyr Carrasco - (Alma Gêmea) - Glória Perez - (América) - Luis Alberto de Abreu e Luiz Fernando Carvalho - (Hoje É Dia de Maria) - Marcílio Moraes - (Essas Mulheres) - Tiago Santiago - (Prova de Amor) |
| Melhor Atriz | Melhor Ator |
| - Fernanda Montenegro - (Belíssima) - Flávia Alessandra - (Alma Gêmea) - Cláudia Abreu - (Belíssima) - Glória Pires - (Belíssima) - Lavínia Vlasak - (Prova de Amor) - Bianca Rinaldi - (Prova de Amor)                                                                                               | - Tony Ramos - (Belíssima) - Eduardo Moscovis - (Alma Gêmea) - Rodrigo Santoro - (Hoje É Dia de Maria) - Wagner Moura - (A Lua Me Disse) - Heitor Martinez - (Prova de Amor) - Gabriel Braga Nunes - (Cidadão Brasileiro)                    |
| Melhor Atriz Coadjuvante | Melhor Ator Coadjuvante |
| - Claudia Raia - (Belíssima) - Drica Moraes - (Alma Gêmea) - Fernanda Souza - (Alma Gêmea) - Camila Morgado - (América) - Renata Dominguez - (Prova de Amor) - Vanessa Gerbelli - (Prova de Amor) | - Bruno Gagliasso - (América) - Malvino Salvador - (Alma Gêmea) - Marcos Frota - (América) - Matheus Nachtergaele - (América) - Reynaldo Gianecchini - (Belíssima) - Leonardo Vieira - (Prova de Amor)                                       |
| Melhor Atriz Revelação | Melhor Ator Revelação |
| - Cleo Pires - (América) - Bruna Di Tullio - (Alma Gêmea) - Bianca Comparato - (Belíssima) - Paolla Oliveira - (Belíssima) - Maria Carolina Ribeiro - (Floribella) - Carolina Oliveira - (Hoje É Dia de Maria)                                                                                        | - Aílton Graça - (América) - Sidney Sampaio - (Alma Gêmea) - Marcelo Médici - (Belíssima) - Duda Nagle - (América) - Gustavo Leão - (Floribella) - Maurício Ribeiro - (Prova de Amor)                                                        |
| Melhor Atriz Infantil | Melhor Ator Infantil |
| - Carolina Oliveira - (Hoje É Dia de Maria) - Cecília Dassi - (Alma Gêmea) - Bruna Marquezine - (América) - Marina Ruy Barbosa - (Belíssima) - Isabella Cunha - (Floribella) - Júlia Maggessi - (Prova de Amor)                                                                                       | - Pedro Malta - (Prova de Amor) - Mussunzinho - (América) |
| Melhor Par Romântico | Melhor Diretor |
| - Murilo Rosa e Eliane Giardini - (América) - Priscila Fantin e Eduardo Moscovis - (Alma Gêmea) - Deborah Secco e Caco Ciocler - (América) - Juliana Silveira e Roger Gobeth - (Floribella) - Heitor Martinez e Bianca Rinaldi - (Prova de Amor) - Lavínia Vlasak e Marcelo Serrado - (Prova de Amor) | - Luiz Fernando Carvalho - (Hoje É Dia de Maria) - Jorge Fernando - (Alma Gêmea) - Jayme Monjardim e Marcos Schechtman - (América) - Denise Saraceni - (Belíssima)                                                                           |
| Melhor Figurino | |
| - Gogóia Sampaio e Rosane Gonçalves - (Belíssima) - César Dante - (Prova de Amor) | |